# ماکسیما (کمیک)
ماکسیما (به انگلیسی: Maxima) یک شخصیت خیالی در کتاب‌های کامیک آمریکایی منتشر شده توسط دی‌سی کامیکس است. این شخصیت توسط نویسنده راجر استرن و طراح جرج پرز خلق شده‌است؛ که برای اولین بار در شمارهٔ ۶۴۵ از مجموعه اکشن کامیکس (سپتامبر ۱۹۸۹) معرفی شد.
ماکسیما بزرگترین فرزند در خاندانی سلطنتی از سیاره آلمراک است. او برای رسیدن به آرزوی خود یعنی تبدیل شدن به یک رهبر و فرار از خواسته‌های خانواده‌اش به عضویت در آکادمی کروسیبل درآمد، و در نهایت سیاره آلمراک را به منظور یافتن همسری مناسب و بچه‌دار شدن برای کمک به توسعه جمعیت در این سیاره ترک کرد. او حتی نامزدش اولترا را برای رسیدن به این هدف ترک کرد؛ و در نتیجه او شخصیت ابرقهرمان سوپرمن را به عنوان همسری مناسب انتخاب کرد که از لحاظ ژنتیکی با او سازگار بود. اما با وجود زیبایی و قدرتی که ماکسیما در اختیار داشت، سوپرمن به دلایل مختلف (مانند اینکه علاقه‌ای به پدر شدن ندارد) پیشنهاد وی را رد کرد. در نتیجه ماکسیما به خشم آمد و تبدیل به یکی از دشمنان سوپرمن گشت. او بعدها به‌طور اتفاقی با شخصیت ابرتبهکار برین‌نیاک کار می‌کرد که سیاره آلمراک را توسط سیارهٔ مصنوعی وارلرد از بین برده بود. او سپس بر ضد برین‌نیاک شد و به ابرقهرمان‌های زمینی برای شکست وی کمک کرد و متعاقباً به دلایل خود به تیم تجدید شده لیگ عدالت پیوست.